# Ternovi (Beloréchensk, Krasnodar)
Ternovi (del ruso: Терновый), es un jútor del raión de Beloréchensk del krai de Krasnodar, en Rusia. Se sitúa en la orilla derecha del arroyo Gornaya, que desemboca en el Abazinka, afluente del río Psheja, tributario del Bélaya, de la cuenca hidrográfica del Kubán, 19 km al suroeste de Beloréchensk y 80 km al sureste de Krasnodar, la capital del krai. Tenía alrededor de 229 habitantes en 2011.
Pertenece al municipio Pshejskoye.

## Historia
El jútor fue fundado en 1906 por colonos armenios provenientes de Armenia occidental.